# 春日井細野中継局
春日井細野中継局（かすがいほそのちゅうけいきょく）は、テレビ愛知（TVA）以外の放送局が開局していたアナログ放送のミニサテライト局。

## 概要
- NHK名古屋放送局と広域民放4局が放送されていたが、広域民放4局が1990年6月15日に、NHK名古屋放送局が2001年3月31日に廃止となった[1]。
- TVAは春日井外之原中継局同様、開局することがなかった。

## 中継局概要（廃止時点）
| チャンネル | 放送局名             | 空中線電力                           | ERP                                  | 放送対象 地域                        | 放送区域 内世帯数                    |                                      |
| 51ch       | NHK 名古屋教育       | 映像100mW/ 音声25mW                  | 不明                                 | 全国                                 | 不明                                 |                                      |
| 53ch       | NHK 名古屋総合       | 映像100mW/ 音声25mW                  | 不明                                 | 愛知県                               | 不明                                 |                                      |
| 55ch       | CBC 中部日本放送     | 映像100mW/ 音声25mW                  | 不明                                 | 中京広域圏                           | 不明                                 |                                      |
| 57ch       | THK 東海テレビ放送   | 映像100mW/ 音声25mW                  | 不明                                 | 中京広域圏                           | 不明                                 |                                      |
| 59ch       | NBN 名古屋テレビ放送 | 映像100mW/ 音声25mW                  | 不明                                 | 中京広域圏                           | 不明                                 |                                      |
| 61ch       | CTV 中京テレビ放送   | 映像100mW/ 音声25mW                  | 不明                                 | 中京広域圏                           | 不明                                 |                                      |
| 未割当     | TVA テレビ愛知       | 春日井外之原中継局とともに開局せず。 | 春日井外之原中継局とともに開局せず。 | 春日井外之原中継局とともに開局せず。 | 春日井外之原中継局とともに開局せず。 | 春日井外之原中継局とともに開局せず。 |

- 中継局置局住所は、春日井市細野町のグリンピア春日井南方。